# Kanta Kajiyama
Kanta Kajiyama (født 24. april 1998) er en japansk fodboldspiller, som spiller for den japanske fodboldklub SC Sagamihara.